# Železniška postaja Metlika
Železniška postaja Metlika je ena izmed železniških postaj v Sloveniji, ki oskrbuje bližnje naselje Metlika. Pred vstopom Hrvaške v schengensko območje se je na njej vršil tudi mejni in carinski nadzor potnikov v mednarodnem prometu.